# Muralla de Palafrugell
Les restes de la muralla medieval de Palafrugell és un monument protegit com a bé cultural d'interès nacional del municipi de Palafrugell (Baix Empordà).

## Descripció
Les muralles van ser enderrocades i queden alguns vestigis aprofitats per edificis tardans. La resta més visibles és un arc de punt rodó situat a la plaça Nova i que la comunica amb el carrer del Consell. És format per carreus regulars de petites dimensions. En l'actualitat es troba cobert d'arrebossat, amb l'objectiu d'integrar-lo als edificis d'ambdues bandes.

## Història
La muralla tenia planta irregular. El seu traçat seguia els actuals carrers de Cavallers, els Valls, plaça Nova i Pi i Margall. L'arc de la plaça Nova correspon al portal, situat al sud-est del recinte murat, entre les torres del Consell i d'en Moragues. S'obria a l'antiga era comuna, actualment plaça Nova. La muralla tenia set torres circulars, i va ser enderrocada durant el segle xix. Entre el 1816 i el 1818 s'enderrocaren sis de les set torres, i la de Can Moragues, situada a la plaça Nova, fou demolida l'any 1908.
Tanmateix els llenços de muralla es devien aprofitar ja abans de l'enderroc de les torres, per a bastir-hi edificis adossats. S'han trobat vestigis de la muralla a la Sabateria Cama del número 25 del carrer de Cavallers, i és probable que se n'hagin conservat molts més, constituint parets de les cases existents.